# Санта Ђуста (Ријети)
Санта Ђуста је насеље у Италији у округу Ријети, региону Лацио.
Према процени из 2011. у насељу је живело 63 становника. Насеље се налази на надморској висини од 979 м.